# Estación de Hospital de Bellvitge
Hospital de Bellvitge es una estación de la línea 1 del Metro de Barcelona ubicada junto al Hospital Universitario de Bellvitge, uno de los más importantes del área metropolitana de Barcelona, situado junto al barrio de Bellvitge en Hospitalet de Llobregat.
La estación se inauguró en 1989 con el nombre de Feixa Llarga, que se cambió por el actual en 2003. Desde entonces es cabecera de la línea 1.
Hospital de Bellvitge junto a Bellvitge fueron las primeras estaciones inauguradas del metro de Barcelona en tener ascensores.
Se prevé que para 2030 la línea 1 llegue a El Prat de Llobregat.
| << cabecera                     | < estación                      | línea | estación >              | cabecera >> |
| ------------------------------- | ------------------------------- | ----- | ----------------------- | ----------- |
| Metro                           |                                 |       |                         |             |
| terminal El Prat Estació (2030) | terminal El Prat Estació (2030) |       | Bellvitge Rambla Marina | Fondo       |

- Datos: Q2382515
- Multimedia: Hospital de Bellvitge metrostation / Q2382515